# Németszentpéter

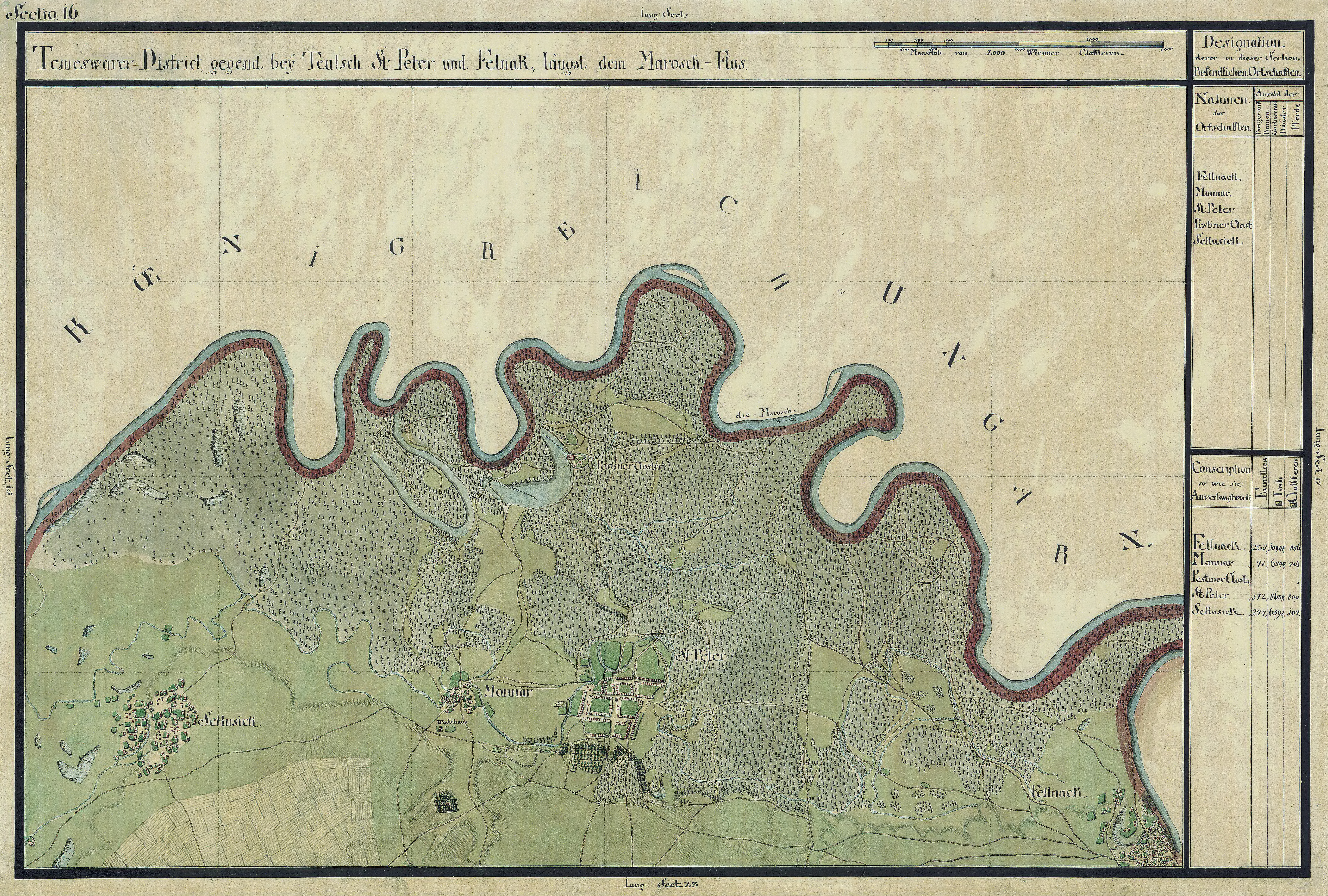
Németszentpéter egy régi térképen

Németszentpéter (Sânpetru German),falu Romániában, a Partiumban, Arad megyében.

## Fekvése
Aradtól délnyugatra, a Maros bal partja közelében fekvő település.

## Nevének eredete
Nevét Szent Péter tiszteletére szentelt templomától kapta.

## Története
A falu területén újkőkorszaki, a Bodrogkeresztúri kultúrához tartozó település és temetkezési hely maradványait tárták fel.
Németszentpéter, Szentpéter nevét az 1332-1337 évi pápai említette először. Legrégibb birtokosa a csanádi püspök volt. 1335-ben sacerdos de Sancto Petro néven említette oklevél. 1564-ben Kys Zent Peter, 1717-ben St. Peter, 1808-ban Szentpéter (Német), 1913-ban Németszentpéter néven említették.
1421-ben Marczali Dózsa püspök Zsigmond királytól új adománylevelet kapott rá.
1557-1558-ban csak 18 lakost számoltak itt össze. 1561-ben Maczedóniay Péter birtoka volt, 1564-ben pedig már csak három volt az adófizető házak száma, melyeket Olcsárovics Demeter gyulai kapitány szerzett meg. A török hódoltság alatt a fellaki járáshoz tartozott, 1582-ben még négy szerb juhász lakta.
1618-ban Tövisi Vas Benedek birtoka volt, aki a helység igazgatásával Szentandrási György borosjenői alkapitányra bízta a helység igazgatását és a jövedelem harmadrészét is átengedte neki. 1655-ben II. Ferdinánd király Szentpétert Nagy Ferencznek, Milojkovics Miklósnak és Dienes Györgynek adta.
Az 1717. évi összeíráskor 14 ház volt a településen. 1718-ban a temesvári kerületbe osztották be. 1724-ben német, majd szerb telepesek érkeztek a faluba, ahol idővel a szerbek lettek többségben. 1764-ben Knoll temesvári kerületi főnök ismét németeket telepített ide. 1779-ben Temes vármegyéhez csatolták.
1838-ban 135 2/8 egész jobbágytelke volt. 1848-ig kamara, majd az erdőkincstár lett a birtokosa.
1910-ben 2619 lakosából 1966 német, 470 magyar, 73 román, 104 cigány volt. Ebből 2385 római katolikus, 172 görögkeleti ortodox volt.
A trianoni békeszerződés előtt Temes vármegye Újaradi járásához tartozott.
Németszentpéter határában egykor több mára már elpusztult település is állt:

### Asszonyfalu
A mai Németszentpéter határában fekhetett a középkorban Asszonyfalu is, amely a 14. században a kerekegyházi uradalomhoz tartozott és annak sorsában osztozott.
Ezt az uradalmat a kerekegyházi Lackfi család kihaltával királyi adományképpen a harapkói Botos család kapta meg. E család utolsó férfi tagja, György 1453-ban, leánytestvérei nevében is, az uradalmat Hunyadi Jánosnak adta el. Mátyás király később az uradalmat a nagylaki Jaksics családnak adományozta. 1539-ben már csak mint puszta volt említve.

### Kerekegyháza
Németszentpéter és Fellak között feküdt egykor Kerekegyháza is, amely az 1332-1337 évi pápai tizedjegyzékben Rotunda Ecclesia néven fordul elő. A középkorban a Kerekegyházi család ősi birtokai közé tartozott. A 15. században hol Csanád, hol Arad vármegyéhez sorolták. Kerekegyházi Lackfi Miklós fia halálával a koronára szállt, majd 1418-ban a Maróthiaké lett. 1454-ben nyolc faluból álló uradalom székhelye volt és ekkor Hunyadi János birtokába került. 1463-ban a lippai uradalomhoz tartozó faluként szerepel. 1484-1506 között Csanád vármegyéhez tartozott és a nagylaki Jaksicsoké volt. 1557-ben Pathócsi Ferencz a gyulai várnak adta. 1560-ban ismét a nagylaki uradalomhoz tartozó faluként szerepelt, az 1561. évi adólajstrom szerint pedig már a Dóczi és az Ovecsarovics családok csanádi birtokaként volt említve.

### Gedős
Németszentpétertől északra feküdt Gedős falu is, amely a középkorban Csanád vármegyéhez tartozott. 1204 előtt Farkas comes (ispán), utána Csák Ugron érsek, majd Csák Miklós csanádi főispán birtoka lett. Az 1332-1337 évi pápai tizedjegyzékben Felgedős néven fordult elő. 1446-1487 között neve Munárral együtt tűnt fel az oklevelekben. A török hódoltság alatt ez a falu is teljesen elpusztult.

## Nevezetességek
- Szent Péter és Pálnak szentelt római katolikus temploma 1774-ben épült. Falába a következő feliratú tábla van falazva: MarIa TheresIa HUngarIae RegIna PIa PIIs AnnUIt VotIs SanCtIs Petro PaULo ApostoLIs HasAe Des Erre XIt EXtrUXIt. PosUIt. A romániai műemlékek jegyzékében az AR-II-m-B-00645 sorszámon szerepel.[2]
- Határában római korból származó sánc nyomai látszanak.